# Wanda Nowicka

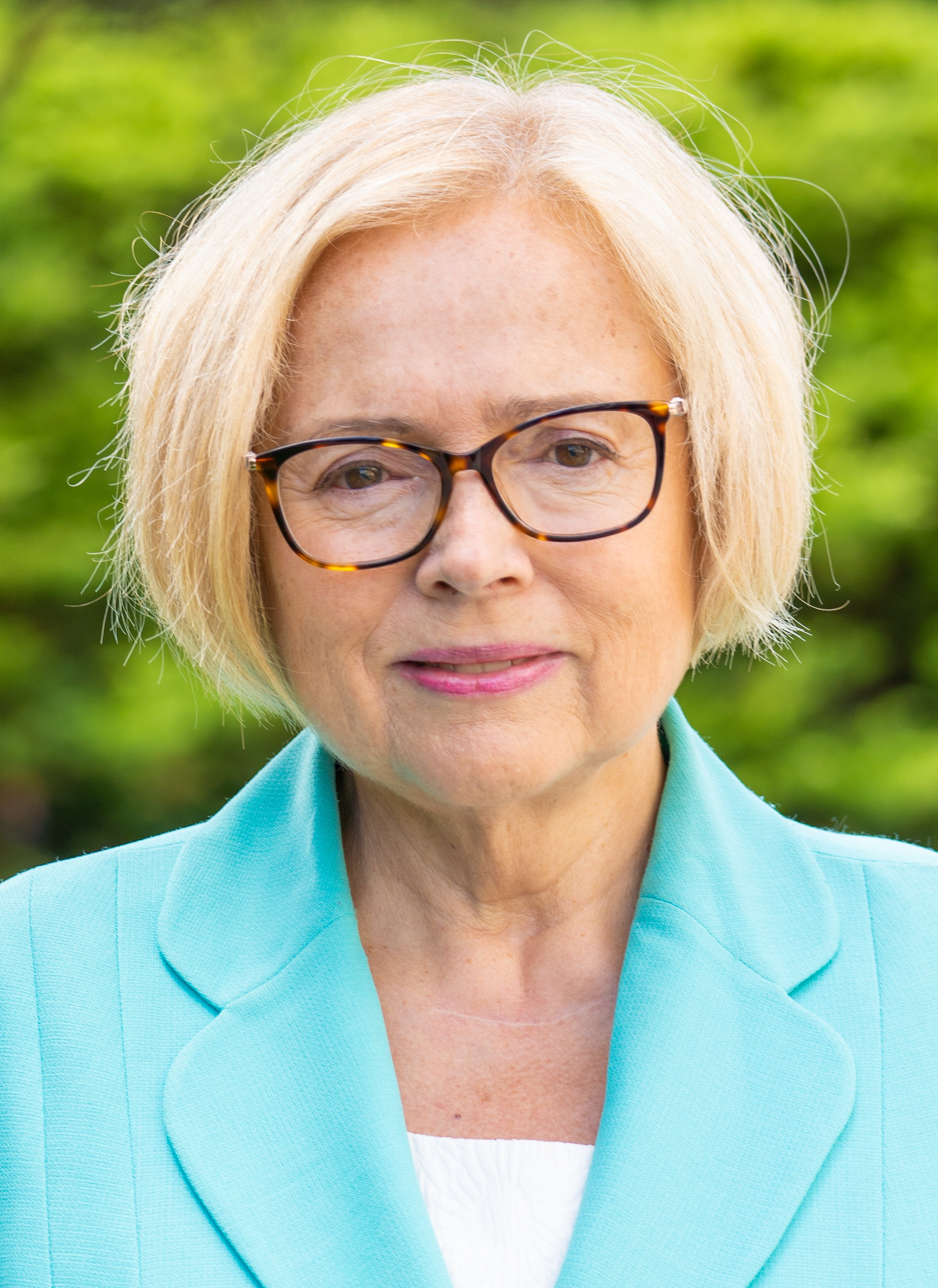
Wanda Nowicka (2022)

Wanda Hanna Nowicka (* 21. November 1956 in Lublin) ist eine polnische Aktivistin und Politikerin sowie Mitglied des polnischen Parlaments während der 7. (2011–2015),  9. (2019–2023) und 10. Legislaturperiode. Gegenwärtig ist sie im Vorstand der Partei Nowa Lewica vertreten. Sie diente vom 8. November 2011 bis zum 11. November 2015 als stellvertretende Marschallin des Sejms der Republik Polen.

## Bildung, Lehrtätigkeit
Nowicka beendete ein Studium an der Universität Warschau mit einem Abschluss in Klassischer Philologie und arbeitete von 1985 bis 1993 als Lehrerin für Latein, Altgriechisch sowie Englisch an Warschauer Gymnasien. 
In den Jahren 2007–2008 unterrichtete sie Aktivismus in Bezug auf reproduktive Rechte mit Schwerpunkt auf Mittel- und Osteuropa an der Fakultät für Frauenangelegenheiten und Geschlechterstudien der Rutgers University von New Jersey. 2016–2017 lehrte sie Geschlechterstudien am Institut für Angewandte Sozialwissenschaften der Universität Warschau und der Polnischen Akademie der Wissenschaften. 2016–18 studierte sie Bioethik, Medizinrecht und Philosophie an der Universität Warschau sowie Philosophie und Politikwissenschaft an der Sorbonne in Paris.
Nowicka gibt an, über Kenntnisse in den klassischen Sprachen (Latein, Altgriechisch) sowie in Englisch, Russisch und Französisch zu verfügen. Außerdem könne sie auf Deutsch und Italienisch kommunizieren.

## Politische Anfänge
Nowicka war 1990 Mitbegründerin von Neutrum, der Vereinigung für staatliche Neutralität – einer Organisation, die sich für die Trennung von Kirche und Staat im öffentlichen Leben Polens einsetzt. 1991 gehörte sie auch zu den Mitbegründerinnen der Föderation für Frauen und Familienplanung („Federacja na rzecz Kobiet i Planowania Rodziny“) – einer Nichtregierungsorganisation, die eine Vereinigung von Neutrum und vier weiteren Organisationen darstellt. Sie leitete die Föderation von 1991 an zwanzig Jahre lang als Präsidentin, trat aber 2011 nach ihrer Wahl in den Sejm von diesem Amt zurück. Seither ist sie Ehrenvorsitzende.

## Schutz der Frauenrechte, internationale Aktivitäten
Nowicka war Mitbegründerin des polnischen Sozialkomitees der NGOs - Peking 1995 („Społeczny Komitet Organizacji Pozarządowych - Pekin 1995“), das die aktive Teilnahme polnischer Aktivistinnen an der berühmten Konferenz der Vereinten Nationen in Peking, auch Vierte UN-Weltfrauenkonferenz genannt, organisierte. Zu den Aktivitäten des Komitees gehörte u. a. die Präsentation des Berichts der NGOs über die Situation der Frauen in Polen. Auf dieser Konferenz gab Nowicka im Namen der Frauen aus Mittel- und Osteuropa das bekannte Statement of Non-Region ab.
1999 war Nowicka Mitbegründerin und erste Koordinatorin von ASTRA – Central and Eastern European Network for Sexual and Reproductive Health and Rights. Von 1995 bis 2002 war sie Expertin der Weltgesundheitsorganisation sowie Mitglied von deren Beratungsgremium Gender Advisory Panel und des NGO Advisory Committee des Bevölkerungsfonds der Vereinten Nationen. Sie war außerdem 2009 Teilnehmerin des 1. Frauenkongresses in Polen („Kongres Kobiet“) und ist bis heute Mitglied des Programmrats der gleichnamigen Vereinigung, die das operative Gremium dieser Bewegung ist. Sie sprach bei zahlreichen Gelegenheiten auf internationaler Bühne (UNO, Europarat, EU, Harvard University, Columbia University, New School, CUNY, University of California) über Frauen- und Menschenrechte. Sie verfasste zahlreiche Berichte für UNO und EU über Menschenrechtsverletzungen, darunter auch über Verletzungen der Frauenrechte.
Im Jahr 2003 lud Nowicka die Organisation Women on Waves nach Polen ein. Deren Mitglieder ankerten auf ihrem Schiff Langenort zwei Wochen lang in der polnischen Küstenstadt Władysławowo und organisierten gemeinsam mit polnischen Frauenaktivistinnen Aktionen, um das Bewusstsein der Bevölkerung für die Repressivität des polnischen Anti-Abtreibungsgesetzes zu schärfen und in extraterritorialen Gewässern Abtreibungen in einem frühen Stadium der Schwangerschaft zu ermöglichen. Die Aktionen wurden von Gruppen rechtsextremer Nationalisten wie der Gesamtpolnischen Jugend und der Liga Polnischer Familien angegriffen. Diese versuchten, die Frauen einzuschüchtern, um sie am Besteigen des Schiffs zu hindern.
2009 erhob Nowicka eine Privatklage gegen die katholische Aktivistin Joanna Najfeld und warf ihr Verleumdung im Zusammenhang mit der Aussage vor, ihre Organisation (gemeint war die Föderation) sei Teil eines internationalen Konzerns, des größten Anbieters von Abtreibungs- und Verhütungsmitteln überhaupt, und sie selber stehe auf der Gehaltsliste dieser Branche. 2011 sprach das Landgericht Najfeld in erster Instanz von dieser Tat frei. Aus der Begründung des Urteils ging hervor, dass Nowicka eine Organisation leite, die Zahlungen von einem internationalen Pharmakonzern erhalte, der Verhütungsmittel herstellt – und von einer internationalen Nichtregierungsorganisation, die sich mit der Herstellung und dem Vertrieb von Geräten für Abtreibungen befasst. Im Jahr 2012 bestätigte das Gericht in zweiter Instanz das von Nowicka angefochtene Urteil.

## Tätigkeit in der polnischen Politik
Politisch verbündete sich Nowicka mit verschiedenen Parteien, blieb aber – außer einer kurzen Mitgliedschaft in der Bewegung Solidarność in den Jahren 1980–1981 – stets unabhängig. Nach 1989 beteiligte sie sich am politischen Leben Polens und arbeitete dabei bevorzugt mit linken Gruppen zusammen. Sie nahm mehrmals ohne Erfolg an Parlamentswahlen teil: 1991 kandidierte sie auf der Liste der Solidarność für den Sejm und 1997 im Namen der Arbeitsunion (UP) um einen Senatssitz für die Woiwodschaft Warschau, wo sie 188.572 Stimmen erhielt. In den Jahren 1998–2002 wurde sie auf Empfehlung der Polnischen Sozialistischen Partei (PPS) für den Bund der Demokratischen Linken (SLD) in die erste masowische Regionalversammlung („Sejmik“) gewählt.
Bei den darauffolgenden Regionalversammlungswahlen, bei denen Nowicka auf der gemeinsamen Liste des Bunds der Demokratischen Linken und der Arbeitsunion antrat, erlangte sie kein Mandat. Dasselbe wiederholte sich bei den Wahlen zum Sejm 2001 und zum Senat 2005, wo sie jeweils im Wahlkreis Warschau I antrat. Auch bei den Warschauer Bürgermeisterwahlen 2006 schied sie mit 1.927 Stimmen als Kandidatin der Polnischen Partei der Arbeit (PPP) bereits im ersten Wahlgang aus.

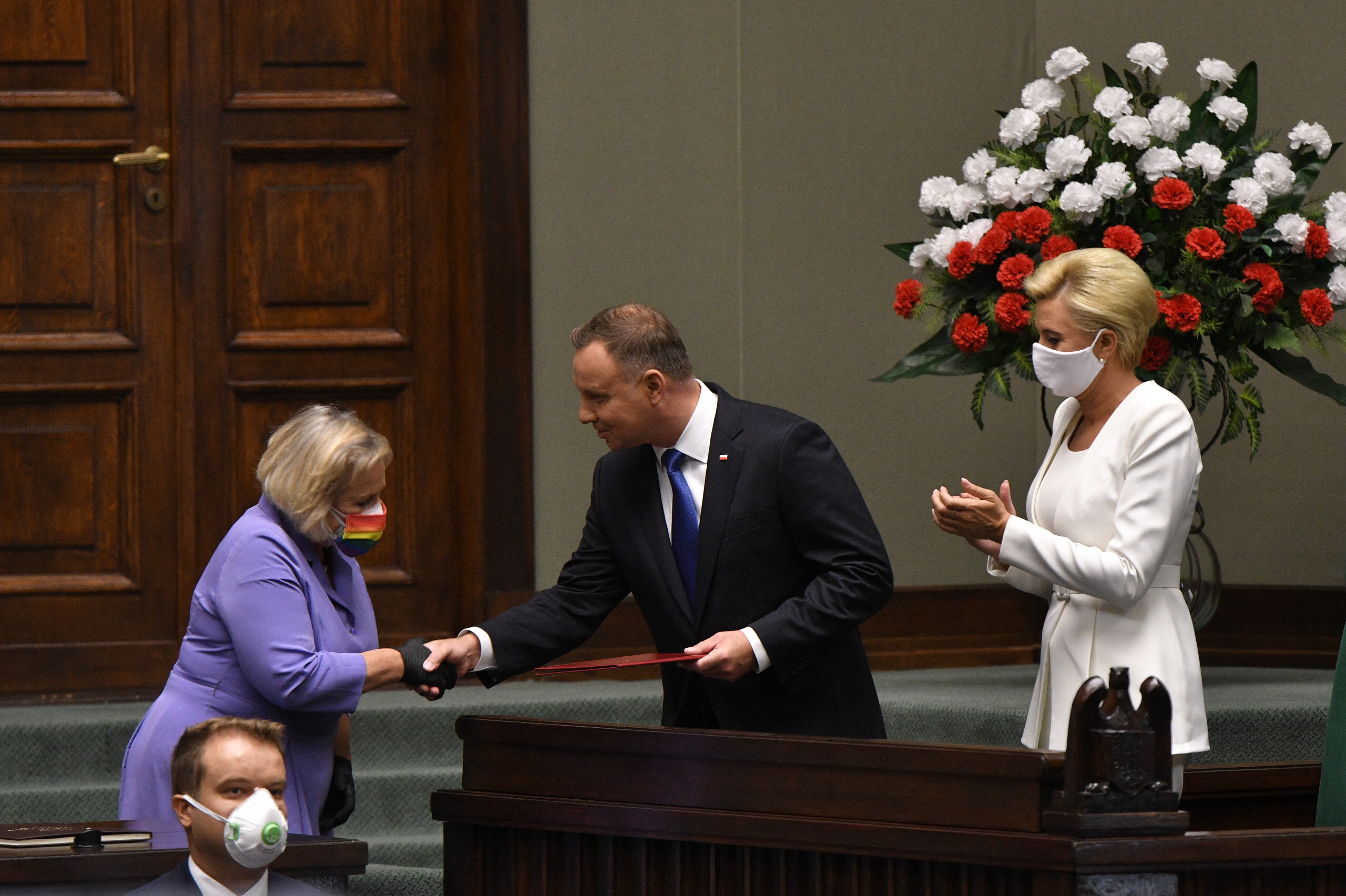
Wanda Nowicka (links) während der Vereidigungszeremonie von Staatspräsident Andrzej Duda vor der polnischen Nationalversammlung am 6. August 2020

Bei den Parlamentswahlen 2011 verbündete sich Nowicka, ursprünglich vom Bund der Demokratischen Linken aufgestellt, mit der Palikot-Bewegung („Ruch Palikota“ – RP) und gewann mit 7.065 Stimmen einen Parlamentssitz im Wahlkreis Warschau I. Am 8. November 2011 wurde sie für die 7. Legislaturperiode zur Stellvertretenden Marschallin des Sejms der Republik Polen gewählt. Im Februar 2013 verließ sie die Palikot-Bewegung, blieb aber bis zu ihrem Amtszeitende unabhängiges Mitglied des Sejms.
2014 kandidierte Nowicka im Wahlkreis Warschau I mit der Europa Plus-Koalition, der sie mit dem 2013 von ihr gegründeten Verein Gleichstellung und Moderne („Równość i nowoczesność“) beigetreten war, für das Europäische Parlament und erhielt 7.479 Stimmen (zweitbestes Ergebnis) – doch Europa Plus gewann keine Sitze bei diesen Wahlen. Am 21. Februar 2015 kündigte sie ihre Teilnahme an der Präsidentschaftswahl im Namen der Polnischen Partei der Arbeit an. Ihre Kandidatur wurde von vier politischen Parteien unterstützt: von der Polnischen Linken, der Sozialdemokratie Polens, der Polnischen Sozialistischen Partei und der Union der Linken. Sie erreichte jedoch nur 91.000 von 100.000 Unterschriften, die für eine erfolgreiche Registrierung nötig gewesen wären, und zog ihre Kandidatur daraufhin zurück.
Bei den Parlamentswahlen 2015 kandidierte Nowicka im Wahlkreis Warschau II für die Vereinigte Linke (ZL). Sie bekam 20.503 Stimmen, doch die Vereinigte Linke konnte die für eine Parteienkoalition erforderlich Hürde von 8 % nicht überschreiten.
Im Jahr 2019 bewarb sich Nowicka in der Woiwodschaft Kujawien-Pommern für die neu gegründete Partei Wiosna von Robert Biedroń erfolglos um einen Sitz im Europäischen Parlament und erreichte dabei 21.993 Stimmen. Daraufhin wurde sie Regionalkoordinatorin dieser Partei für Gleiwitz.
Bei den Parlamentswahlen 2019, bei denen sie im Wahlkreis Gleiwitz als Vertreterin der Wiosna auf dem ersten Platz der Liste des Bunds der Demokratischen Linken kandidierte, erhielt Nowicka 25.767 Stimmen. Damit erreichte sie den dritten Platz und erhielt einen Sitz als Abgeordnete der 9. Legislaturperiode. Im Sejm wurde sie zur Vorsitzenden des Parlamentarischen Ausschusses für Nationale und Ethnische Minderheiten gewählt. Sie ist auch Gründerin und Vorsitzende der Parlamentarischen Gruppe für Frauenrechte. Durch den 2021 rechtskräftig gewordenen Zusammenschluss des Bunds der Demokratischen Linken mit der Wiosna gehört sie seither der Fraktion der Neuen Linken („Nowa Lewica“) an.

## Auszeichnungen, gestiftete Preise
Nowicka wurde 1992 Ehrenbürgerin der Stadt Spartanburg in South Carolina. Zwei Jahre später wurde sie Preisträgerin der polnischen Ausgabe des Wettbewerbs „Frauen Europas“. Im Jahr 2000 errang sie den „Rainbow Laurel“-Preis. 2005 erhielt sie vom Sigrid Rausing Trust für das ASTRA-Netzwerk einen Preis über 100.000 £ für herausragende Führungsqualitäten (das Preisgeld wurde für den Film Breaking Silence verwendet). Im Jahr 2008 gewann sie den „University in Exile“-Preis der New School for Social Research in New York in Anerkennung ihres Beitrags zum Kampf für Frauenrechte in Polen und international. Für die aktive Unterstützung der internationalen Zusammenarbeit und den Vorsitz der polnisch-griechischen Parlamentsfraktion verlieh ihr die Regierung von Griechenland den Ehrenorden zweiter Klasse im Rang eines Großoffiziers.
2012 rief Nowicka den „Crystal Candlestick“-Preis („Nagroda ‚Kryształowy Świecznik‘“) für Menschen und Organisationen ins Leben, die sich für Aufbau und Erhalt des säkularen polnischen Staats sowie die vollständige Umsetzung des verfassungsmäßigen Grundsatzes der Trennung von Kirche und Staat einsetzen.

## Privatleben
Nowicka ist die Tochter von Kazimierz Nowicki, einem ehemaligen Häftling der Konzentrationslager Auschwitz und Buchenwald, sowie von Irena Witkowska. Ihr Stiefvater war Kazimierz Albin, ein ehemaliger Häftling von Auschwitz. Sie war mit Światosław Florian Nowicki verheiratet und hat mit ihm drei Söhne: Florian, Michał und Tymoteusz. Florian war Politiker der polnischen Partei der Arbeit (PPP–Sierpień 80) und erlangte einen Doktorgrad in Philosophie, Michał war in seiner Studienzeit ein bekannter linker Aktivist und wurde Historiker, Tymoteusz ist ein ehemaliger Kickboxer und gewann zweimal die Weltmeisterschaft in dieser Sportart.

## Liste der Publikationen
1994
- Two Steps Back. Poland’s New Abortion Law. In: Journal of Women’s History 5 (1994), Nr. 3, S. 151–55.

1995
- The fight for reproductive rights in Central and Eastern Europe. Poland: Catholic backlash. In: Planned parenthood challenges 2 (1995), S. 23–24.
- Zusammen mit Sandra Coliver: Chapter 12: Poland. In: Sandra Coliver (Hrsg.): The Right to Know. Human Rights and Access to Reproductive Health Information. University of Pennsylvania Press, Philadelphia 1995, S. 268–284.

1996
- The effects of the 1993 Anti-Abortion Law in Poland. In: Entre Nous 34–35 (Dezember 1996), S. 13–15.
- Roman Catholic fundamentalism against women’s reproductive rights in Poland. In: Reproductive Health Matters 4 (1996), Nr. 8, S. 21–29.
- Beijing ’95 – A chance that could be missed. In: Voices of Women. Moving forward with Dignity and Wholeness. The Fetzer Institute, Kalamazoo 1996.
- More Restrictive in Life than on Paper. In: Conscience (Washington, D. C.) 17 (1996), Nr. 2.

1997
- Ban on Abortion in Poland. Why? und Foundation of the Law. In: Tanya Renne (Hrsg.): Ana’s Land. Sisterhood in Eastern Europe. Westview Press, Boulder 1997, S. 42–46 und 47–51.

1998
- Shadow Report to UN Committee on Economic, Social and Cultural Rights. Federation for Women and Family Planning, Warschau 1998.
- Factors affecting women’s health in Eastern and Central Europe with particular emphasis on infectious diseases, mental, environmental and reproductive health. Experts’ Paper für: Women and Health. Mainstreaming the Gender Perspective into the Health Sector. Expert Group Meeting. Tunis, Tunisia. 28 September – 2 October 1998.
- Mainstreaming the Gender Perspective into the Health Sector. In: Entre Nous 40–41 (Winter 1998), S. 12–13.

1999
- Shadow Report on Gender Discrimination for the UN Human Rights Committee. Federation for Women and Family Planning, Warschau 1999.
- Advocating and Monitoring the Implementation of the ICPD Programme of Action in Poland. In: Development (Society for International Development) 42 (1999), Nr. 1, S. 84–85.
- Advocating and Monitoring the Implementation of the ICPD Programme of Action in Poland: The Benefits of NGO Reporting to the UN Committee on Economic, Social and Cultural Rights. In: Medicine and Law 18 (1999), Nr. 2–3, S. 295–303.

2000
- (Hrsg.): The anti-abortion law in Poland. The functioning, social effects, attitudes and behaviors. Report. Federation for Women and Family Planning, Warschau 2000.
- Zusammen mit Eleonora Zielińska: Medical Community’s Perspectives on Abortion. In: Report of the Federation 2000. Federation for Women and Family Planning, Warschau 2000, S. 1–34.

2001
- Struggles for and against Legal Abortion in Poland. In: Barbara Klugman und Debbie Budlender (Hrsg.): Advocating for Abortion Access. Women’s Health Project, Johannesburg 2001, S. 226–227.
- Zusammen mit Françoise Girard: Clear and Compelling Evidence: The Polish Tribunal on Abortion Rights. In: Reproductive Health Matters 10 (2001), Nr. 19, S. 22–30.

2002
- Shadow Report to UN Committee on Economic, Social and Cultural Rights. Federation for Women and Family Planning, Warschau 2002.
- Unia Europejska i Kobiety. In: Federacja na Rzecz Kobiet i Planowania Rodziny Biuletyn 2 (2002), Nr. 19, S. 1–2.

2003
- Solidarność kobiet ponad granicami. Kronika wydarzeń. Władysławowo, 21 czerwca–4 lipca 2003. Federation for Women and Family Planning, Warschau 2003.

2004
- Shadow Report on Gender Discrimination in the Area of Sexual and Reproductive Health and Rights. Prepared for the UN Human Rights Committee. Federation for Women and Family Planning, Warschau 2004.
- Poland – The Struggle for Abortion Rights in Poland. In: Richard Parker, Rosalind Petchesky und Robert Sember (Hrsg.): SexPolitics. Reports from the Front Lines. Sexuality Policy Watch, Rio de Janeiro 2007, S. 167–196.

2007
- Prawa reprodukcyjne w Polsce. In: Christine Ockrent, Sandrine Treiner und Katarzyna Bartkiewicz (Hrsg.): Czarna księga kobiet. Wydawnictwo W.A.B, Warschau 2007.
- Zusammen mit Magdalena Pocheć: Shadow Report on Women in Poland. Prepared for the UN Committee on Elimination of All Forms of Discrimination against Women. Federation for Women and Family Planning, Warschau 2007.

2008
- (Hrsg.): Reproductive rights in Poland. The effects of the anti-abortion law. Report 2008. Federation for Women and Family Planning, Warschau 2008.
- The Anti-abortion Act in Poland – The legal and actual state. In: Wanda Nowicka (Hrsg.): Reproductive rights in Poland. The effects of the anti-abortion law. Report 2008. Federation for Women and Family Planning, Warschau 2008, S. 17–45.

2009
- Working for Sexual and Reproductive Health and Rights in Central and Eastern Europe. In: Development (Society for International Development) 52 (2009), Nr. 2, S. 251–253.

2011
- Polskie zmagania o aborcję. In: Beata Maciejewska, Katarzyna Kądziela und Zuzanna Dąbrowska (Hrsg.): Drogi równości. Fundacja Przestrzenie Dialogu, Danzig 2011, S. 33–36.
- Sexual and reproductive rights and the human rights agenda: controversial and contested. In: Reproductive Health Matters 19 (2011), Nr. 38, S. 119–128.
- Odzyskać ciało, odzyskać godność. In: Claudia Snochowska-Gonzalez (Hrsg.) A jak hipokryzja. Antologia tekstów o aborcji, władzy, pieniądzach i sprawiedliwości. O Matko!, Warschau 2011.

2017
- Naruszenie praw reprodukcyjnych jako forma tortur. In: Prawo i Medycyna 69 (2017), Nr. 4, S. 148–167.

2018
- Zusammen mit Julia Hussein, Jane Cottingham und Eszter Kismodi: Abortion in Poland: politics, progression andregression. In: Reproductive Health Matters 26 (2018), Nr. 52, S. 14–17.

2019
- Zusammen mit Anna C. Zielinska: Entre l’idéologie et l’économie : les politiques de natalité en Europe Centrale. In: Mouvements des idées et des luttes, 1. Oktober 2019. Abgerufen am 15. Juni 2021.
- Les droits des femmes à l’épreuve du Sacré en Pologne. In: L’Idée Libre 326 (September 2019), Supplément La Loi et/ou le Sacré, S. 36–46.
- Zusammen mit Joanna Regulska: Repressive Policies and Women’s Reproductive Choices in Poland. The Case of State Violence Against Women. In: Kristen Zaleski, Annalisa Enrile, Eugenia L. Weiss und Xiying Wang (Hrsg.): Women’s Journey to Empowerment in the 21st Century. A Transnational Feminist Analysis of Women’s Lives in Modern Times. Oxford University Press, Oxford 2019, Teil III, Kap. 14, S. 228–250.